# Wang Liang
Wang Liang (王亮S, Wáng LiàngP; Shenyang, 19 luglio 1979) è un ex calciatore cinese, di ruolo difensore.